# Paris nous appartient
Paris nous appartient is een Franse dramafilm uit 1961 onder regie van Jacques Rivette.

## Verhaal
Een naïef meisje komt terecht op een soiree van mislukte kunstenaars. Ze vangt er een gesprek op over een verdwenen muzikant en de verdachte dood van een ex-journalist. Langzaamaan wordt het bestaan onthuld van een geheimzinnige organisatie.

## Rolverdeling
| Acteur             | Personage      |
| ------------------ | -------------- |
| Betty Schneider    | Anne Goupil    |
| Giani Esposito     | Gerard Lenz    |
| Françoise Prévost  | Terry Yordan   |
| Daniel Crohem      | Philip Kaufman |
| François Maistre   | Pierre Goupil  |
| Jean-Claude Brialy | Jean-Marc      |